# Synidotea neglecta
Synidotea neglecta là một loài chân đều trong họ Idoteidae. Loài này được Birstein miêu tả khoa học năm 1963.